# Акцептний банк
Акцéптний бáнк (акцéптна контóра) — фінансова організація, яка надає кредит під вексельне забезпечення. Кредит може бути наданий і шляхом приєднання кредитора до трассату (особливо у зовнішній торгівлі). Акцептні контори частіше кредитують експортерів, щоб ліквідувати розрив у часі між виробництвом товару і його реалізацією. Такий кредит оформляється траттою і іноді називається акцептним кредитом.